# Paul Graener

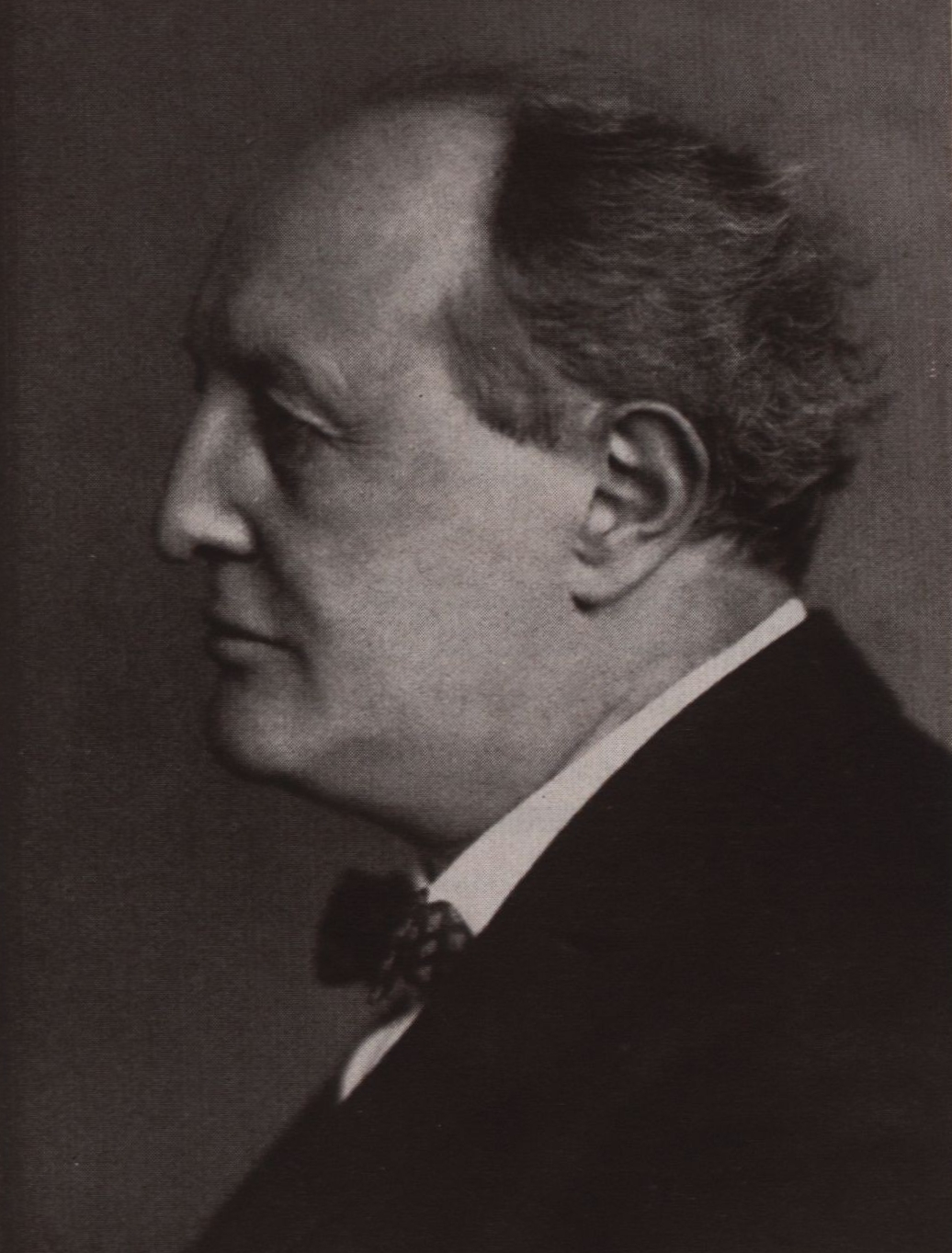
Paul Graener.

Paul Graener, född 11 januari 1872, död 13 november 1944, var en tysk tonsättare.
Graener var kapellmästare vid olika teatrar, 1920–1924 kompositionslärare vid konservatoriet i Leipzig. Från 1931 var han direktör för Sternska konservatoriet i Berlin. Graener, vars verk utmärker sig för stor formsäkerhet, har skrivit operor, en symfoni, orkestersviter, kammarmusik och talrika sånger, bland annat till Christian Morgensterns Galgenlieder.